# Oman aux Jeux olympiques d'été de 2012
Oman participe aux Jeux olympiques d'été de 2012 à Londres, du 27 juillet au 12 août 2012. 

## Athlètes engagés
La délégation omanaise est composée de quatre sportifs.

### Athlétisme
- Hommes : Barakat Mubarak al-Harthi sur 100 mètres et Ahmed Mohamed Al-Merjabi sur 400 mètres
- Femmes : Shinoona Salah Al-Habsi sur 100 mètres

## Tir
| Athlète        | Compétition        | Qualification | Qualification | Finale | Finale |
| Athlète        | Compétition        | Points        | Rang          | Points | Rang   |
| -------------- | ------------------ | ------------- | ------------- | ------ | ------ |
| Ahmed Al Hatmi | Double trap hommes | 129           | 19e           | NC     | NC     |